# Oscar Ahlmark
Carl Oscar Ahlmark, född den 12 maj 1859 i Karlstad, död där den 23 maj 1934, var en svensk militär. Han var far till Pedro Ahlmark.
Ahlmark blev underlöjtnant vid Värmlands regemente 1880, löjtnant där 1889, kapten 1899, major 1906 och överstelöjtnant 1911. Han var sjukgymnast i Chile 1887–1891 och disponent för Våxnäs bryggeriaktiebolag från 1892. Ahlmark befordrades till överste i Femte arméfördelningens reservbefäl 1914. Han blev riddare av Svärdsorden 1901, av Nordstjärneorden 1929 och av Carl XIII:s orden 1931.